# La Femme
La Femme — це французький псих-панк-рок-гурт створений клавішником Марлон Магне і гітаристом Саша Гот в Біарріці. Пізніше приєдналися й інші учасники, такі як: барабанщик Ное Дельмас, бас-гітарист Сем Лефевр, і Лукас Нуньєс з Парижа. Гурт отримав назву La Femme у 2010 році. З головною вокалісткою, Clémence Quélennec, гурт познайомився в інтернеті. Інші учасники гурту: Клара Лучани, Джейн Пейнот і  Марілу Чоллет.
Музику гурту описують як синтетичну і гіпнотичну та часто називають міксом холодної хвилі, панку й йе-йе.
На музичний стиль гурту вплинули The Velvet Underground та Kraftwerk.

## Дискографія

### Альбоми
- Psycho Tropical Berlin[en] (2013)
- Mystère[en] (2016)
- Paradigmes (2021)
- Teatro lúcido (2022)

### Мініальбоми
- La Femme EP (2010)
- Le podium #1 (EP) (2011)
- La Femme (2013)
- Runway (EP) (2018)

### Сингли
- "Sur la planche" (2013)
- "Sphynx" (2016)
- "Où va le monde ?" (2016)
- "Septembre" (2016)
- "Paradigme" (2020)
- "Cool Colorado" (2020)
- "Disconnexion" (2020)
- "Foutre le bordel" (2021)
- "Le Sang De Mon Prochain" (2021)
- "Sacatela" (2022)
- "Y tu te vas" (2022)

### Інше
- 2011: "From Tchernobyl with Love"
- 2012: "La Planche"
- 2012: "Télégraphe"